# ベルソーネ
ベルソーネ（イタリア語: Bersone）は、イタリア共和国トレンティーノ＝アルト・アディジェ州トレント自治県ヴァルダオーネにある分離集落（フラツィオーネ）。
かつては独立の自治体（コムーネ）であったが、2015年1月1日に近隣のダオーネ、プラーゾと合併し、新自治体の一部となった。

## 地理

### 位置・広がり

#### 隣接コムーネ
コムーネとしてのベルソーネは、以下のコムーネと隣接していた。
- ダオーネ
- プラーゾ
- ピエーヴェ・ディ・ボーノ
- プレッツォ
- カステル・コンディーノ